# Административный суд Саара
Административный суд Саара (нем. Verwaltungsgericht des Saarlandes) — единственный административный суд (VG) в федеральной земле Саар.

## Местонахождение и юрисдикция суда
Суд базируется в Зарлуи, в одном здании с Верховным административным судом Саара. Судебный округ — вся территория федеральной земли.

## Движение по инстанциям
VG подчиняется Верховному административному суду Саара, который, в свою очередь, подчиняется Федеральному административному суду.

## Руководство
Председателем суда является Астрид Хаас.